# Église d'Oued Zarga
L’église d’Oued Zarga, située dans la ville d’Oued Zarga en Tunisie, est une église catholique construite en 1928. Cédée au gouvernement tunisien en 1964, elle est désormais à l’état de ruines.

## Construction de l’église
Le village d’Oued Zarga est fondé le 15 mai 1906 lorsque la Société foncière de l’oued Zarga est créée par l’acquéreur de ce domaine de 9 000 hectares recouvert de brousses. La propriété est alors revendue par lots à des particuliers ou des sociétés.
Il faut attendre 1922 pour que le village nouvellement créé abrite suffisamment de chrétiens pour justifier la venue d’un prêtre. Faute d’un lieu de culte, les messes sont alors dites dans un local prêté par un dénommé Acquaviva. C’est ce dernier qui propose en 1926 de faire don d’un terrain pour y bâtir une église sur une colline surplombant le village. Une souscription est lancée par M. Bussutil qui permet de réunir les fonds nécessaires aux travaux. La première pierre est bénie le 3 mai 1926.
Dirigé par le même Bussutil, le chantier est achevé au bout de deux ans et l’église est bénie par l’archevêque le 7 mai 1928 devant 400 fidèles venus de Béja, Testour ou Goubellat.
Sa localisation sur une colline surplombant la région explique que l’église devienne un objectif militaire pendant la campagne de Tunisie. Dès le 16 novembre 1942, alors que les unités américaines et anglaises débarquées en Algérie ne sont pas encore arrivées, l’armée française est contrainte d’évacuer Medjez el-Bab face aux offensives allemandes et de se replier sur Oued Zarga. La ligne de front ne bouge pas jusqu’à l’offensive finale de mai 1943. Lorsque les habitants peuvent regagner leurs foyers, ils découvrent une église qui a beaucoup souffert des combats. Il faut attendre 1946 pour que l’édifice réparé puisse à nouveau accueillir les offices.
Un cimetière militaire est créé à proximité immédiate de l’église. Il regroupe 247 tombes de soldats du Commonwealth.

## Après l’indépendance
L’église est finalement fermée à l’occasion du modus vivendi signé entre le gouvernement tunisien et le Vatican le 10 juillet 1964. Le bâtiment est cédé gratuitement avec l’assurance qu’il ne sera utilisé qu’à des fins d’intérêt public compatibles avec son ancienne destination.
La construction du barrage de Sidi Salem à partir de 1977 est toutefois fatale au village d’Oued Zarga qui doit être évacué et reconstruit en hauteur. Juchée sur une colline, l’église est la seule construction à échapper à l’engloutissement. En 2014, seul le clocher est encore debout.